# Reglering av elnät
Regelverk för elnätsföretags verksamhet innefattar dels tekniska och dels ekonomiska krav och förutsättningar.
Överföring av elektricitet kan betraktas som ett naturligt monopol, det vill säga en infrastruktur orimlig att konkurrensutsätta ur ett samhällsekonomiskt perspektiv (i likhet med till exempel väg, vatten och avlopp). Detta ställer krav på samhället att utforma reglering, så att kvalitet och konsumentpris är skäliga.
Förutsättningarna ser olika ut i olika länder.

## Sverige

### Bakgrund
Av historiska skäl finns det flera elnätsföretag, av varierande storlek och ägarstruktur (statlig, kommunal, privat), som har koncession för eldistribution för regionala områden (lokalnät) eller för specifika linjer (regionnät). Med koncession följer rättigheter, men även flera skyldigheter, vilket regleras av lagar och reglering. Av staten utsedd myndighet, Energimarknadsinspektionen (EI), övervakar att kunder erbjuds anslutning till elnätet, att tjänsten uppfyller kvalitetskrav och att tariffnivåerna är skäliga och icke diskriminerande. Tidigare var handel med elektricitet integrerat i elnätsbolagens verksamhet, men 1996 avreglerades elmarknaden; infrastruktur för överföring separerades från elproduktion och elhandel. Statliga affärsverket Svenska Kraftnät tog över ägande, drift och ansvar för stamnät/transmissionsnät (från att tidigare varit en del av statliga Vattenfall), medan koncessionen för de lägre spänningsnivåerna fortsatte liksom tidigare att vara uppdelad på ett par hundra bolag med helt skilda förutsättningar. Följden blev att elkunder kunde välja fritt mellan elhandlare, men såsom tidigare saknade möjlighet att välja nätägare. 
Traditionellt har elnätsföretagen mer eller mindre fått ha intäkter motsvarande samtliga omkostnader och skälig vinst, s.k. självkostnadsprissättning. Sedan slutet av 90-talet har ansvarig myndighet arbetat mot en reglering av intäktsramen som även tar med kostnadseffektivitet och kundkvalitet. Det bildades med andra ord legala monopol uppdelade geografiskt mellan de olika nätägarna. Till en början kunde nätägarna, mer eller mindre, höja eller sänka tarifferna för att kompensera för sina kostnader. Detta utan större hänsyn till med vilken kvalitet eller effektivitet de bedrev sin verksamhet. För att motverka detta fenomen övervakas nättariffernas skälighet av tillsynsmyndigheten Energimarknadsinspektionen (EI). EI har sina rötter i nätmyndigheten vid NUTEK som bildades 1994, som ombildades 1998 till nättavdelningen inom Statens Energimyndighet (STEM) för att bli en egen myndighet 2008.
Vid utformandet av regelverk måste svåra avvägningar göras. Exempelvis bör regelverken ge incitament till kostnadseffektivitet vid drift- och underhåll samtidigt med stöd för god kvalitet till slutkund. Vidare bör nätföretagens olika objektiva förutsättningar tas i beaktande samtidigt som modellen bör vara lätthanterlig och konsekvent. Myndigheten, med generaldirektör Håkan Heden, ansåg ingen existerande modell vara lämplig att anpassa till svenska förhållanden, så en ny modell utvecklades: Nätnyttomodellen . För 2003 års tariffer användes denna och fokus ändrades från nätägarna till konsumenterna. Metodiken gick ut på att nätägarna i efterhand matade in sina systemuppgifter i ett datorprogram som genererade fiktiva nät, vars kundnytta beräknades och jämfördes med nätföretagens verkliga intäkter. Resultatet gav indikation på att nättarifferna i en del fall var för höga, vilket resulterade i beslut om krav på återbetalning till berörda elnätskunder. Dessa beslut överklagades och en utdragen komplicerad juridisk process inleddes, där modellen kritiserades hårt av branschen på flera punkter och där beslut i första instans (länsrätten) inte ens hade hunnit tas (för 2003 års tariffer) 2008. I slutet av 2008 lyckades dock parterna komma överens för åren 2003-2007 och 2009 avskaffades Nätnyttomodellen formellt. Ett EU-direktiv tvingade Sverige att gå över till förhandsreglering, och i stället för att modifiera Nätnyttomodellen och fortsätta strida juridiskt för den, valde EI att ta fram en helt ny modell. 

### Nuläge
Intäktsregleringen i Sverige är uppbyggd av ellagen, förordningar samt föreskrifter och riktlinjer utfärdade av Energimarknadsinspektionen. En tillåten intäkt, som kallas intäktsram, fastställs i förväg för en fyraårsperiod. Efter perioden görs en avstämning där prognoser ersätts av verkligt utfall. Elnätföretagens tillåtna intäktsram grundar sig förenklat på elnätsföretagens kapitalkostnader och löpande kostnader. Därtill, utifrån hur effektivt och med vilken kvalitet nätföretagen bedrivit sin verksamhet, kan tillåten intäktsram justeras.
Intäktsramen ska täcka skäliga kostnader för att bedriva nätverksamhet under tillsynsperioden och ge en rimlig avkastning på det kapital som krävs för att bedriva verksamheten (kapitalbas).
- 'Kapitalkostnader' (avskrivningar och kapitalbidningskostnad). Den första tillsynperioden med förhandsreglering 2012-2015 användes real annuitet för att beräkna rimlig avkastning på det kapital som krävs för att bedriva verksamheten utifrån en kapitalbas uppbyggd av nuanskaffningsvärden för varje elnätsföretags verkliga tillgångar. [4] Detta gav incitament till bra underhåll. Till den andra tillsynsperioden 2016-2019 byttes till real linjär beräkningsmetod på ett åldersjusterat nuanskaffningsvärde. Detta ger incitament till investeringar. Bidraget till den tillåtna intäkten från kapitalkostnaderna beräknas som avskrivning plus avkastning beräknad med en kalkylränta bestämd med hjälp av Weighted Average Cost of Capital, (WACC).

- 'Löpande kostnader' delas in i påverkbara och opåverkbara kostnader. För att beräkna vilka kostnader som är skäliga används elnätsföretagens verkliga löpande kostnader. De kostnader som har definierats som opåverkbara, främst kostnader till angränsande nät och för elektriska förluster i näten, betraktas som skäliga i sin helhet. De kostnader som är påverkbara beräknas genom att elnätsföretagens verkliga kostnader under en historisk fyraårsperiod åsätts ett effektiviseringskrav beräknat med Data envelopment analysis (DEA), dock lägst en procent per år. Under tillsynsperioden 2012-2015 hade alla elnätsföretag effektiviseringskravet en procent per år.

- 'Kvalitetsfunktion' elnätets leveranskvalitet (tillförlitlighet) kan påverka intäktsramen. Beroende på kvaliteten på elnätsöverföringen kan ett tillägg till eller avdrag från intäktsramen göras. Det som påverkar är antalet avbrott och längden på avbrotten, samt storleken på de elektriska förlusterna i elnäten och hur jämn belastningen är på ledningarna.

## Norge
Huvudprinciperna för beräkning av intäktsramar revideras åtminstone vart femte år. Successivt har trenden varit att gå från verkliga kostnader till normkostnader för branschen (för 2007 baserades 60 % på normkostnader). Kostnadsnormen baseras på data från samtliga företag, men sedan görs individuella justeringar baserat på objektiva förutsättningar. 

## Finland
Tillsynsmyndigheten använder olika modeller för att undersöka företagets effektivitet och utarbeta effektiviseringsmål för påverkbara kostnader såsom drift- och underhåll. Utvärdering sker efter varje tillsynsperiod och eventuella konsekvenser läggs på nästkommande periods prissättning. 

## Danmark
Utgångspunkten är 2004 års tariffnivåer. På detta läggs inflation och sedan 2008 även effektiviseringsjustering. Effektiviseringskraven är individuella och beräknas utifrån en modell som tar hänsyn till bl.a. nätuppbyggnad och leveranskvalitet (avbrott över 1 minut). 

## Storbritannien
Regelverken gäller under femårsperioder. I Storbritannien finns det endast 14 elnätsföretag, vilket har möjliggjort djupare enskilda analyser för varje företag avseende bland annat historisk effektivitet och prognoser för framtida investeringsbehov. 